# 玉谷站
玉谷站（：／ Okgok yeok */?）是慶全線沿線的一座鐵路車站，位於韓國全羅南道光陽市玉谷面，已於2016年關閉。

## 历史
- 1968年2月7日 - 落成使用[1]。

## 相鄰車站
韓國鐵道公社
慶全線
津上－玉谷－骨若